# International Race of Champions 1993
International Race of Champions 1993 (IROC XVII) kördes över fyra omgångar. Mästerskapsledande Davey Allison omkom i en helikopterolycka mitt under säsongen, och Bobby Labonte körde hans bil i den sista tävlingen, och tog den till en delad mästerskapstitel. Även Alan Kulwicki omkom i en flygolycka under säsongens gång, vilket gjorde att NASCAR plötsligt miste två av sina största stjärnor.

## Delsegrare
| Datum       | Bana       | Vinnare       |
| ----------- | ---------- | ------------- |
| 12 februari | Daytona    | Bill Elliott  |
| 27 mars     | Darlington | Davey Allison |
| 1 maj       | Talladega  | Al Unser Jr.  |
| 31 juli     | Michigan   | Geoff Brabham |

## Slutställning
| Plats | Förare                       | Poäng |
| ----- | ---------------------------- | ----- |
| 1     | Davey Allison Bobby Labonte  | 63    |
| 2     | Al Unser Jr.                 | 60,5  |
| 3     | Bill Elliott                 | 50    |
| 4     | Ricky Rudd                   | 49    |
| 5     | Alan Kulwicki Dale Earnhardt | 47    |
| 6     | Geoff Brabham                | 44    |
| 7     | Harry Gant                   | 44    |
| 8     | Jack Baldwin                 | 37    |
| 9     | Davy Jones                   | 34    |
| 10    | Juan Manuel Fangio II        | 27    |
| 11    | Arie Luyendyk                | 24,5  |
| 12    | Al Unser                     | 21    |